# Sistemul Bretton Woods

Număr de țări care au o criză bancară în fiecare an începând cu 1800. Caracteristica dramatică a acestui grafic este absența virtuală a crizelor bancare în perioada acordului de la Bretton Woods, din 1945 până în 1971. Această analiză este similară cu figura 10.1 din Reinhart și Rogoff. (2009). Pentru mai multe detalii, consultați fișierul de ajutor pentru „bankingCrises” din pachetul Ecdat disponibil din Rețeaua de Arhivare R Comprehensive (CRAN).

Sistemul de la Bretton Woods de management monetar a stabilit regulile pentru relațiile comerciale și financiare între Statele Unite, Canada, țările Europei de Vest, Australia și Japonia după Acordul de la Bretton Woods din 1944. Sistemul Bretton Woods a fost primul exemplu de ordine monetară complet negociată destinată guvernării relațiilor monetare între statele independente. Principalele caracteristici ale sistemului Bretton Woods erau o obligație pentru fiecare țară de a adopta o politică monetară care și-a menținut ratele de schimb externe într-un procent de 1%, legându-și moneda în aur și capacitatea FMI de a elimina dezechilibrele de plăți temporare. De asemenea, a fost necesară soluționarea lipsei de cooperare între alte țări și prevenirea unei devalorizări competitive a monedelor.
Pregătindu-se pentru a reconstrui sistemul economic internațional în timp ce cel de-al doilea război mondial încă mai făcea ravagii, 730 de delegați din toate cele 44 de națiuni aliate s-au adunat la Mount Washington Hotel⁠(d) din Bretton Woods, New Hampshire, Statele Unite, pentru Conferința monetară și financiară a Națiunilor Unite, cunoscută și sub numele de Conferința de la Bretton Woods. Delegații au deliberat în perioada 1-22 iulie 1944 și au semnat acordul de la Bretton Woods în ultima zi. Instituind un sistem de reguli, instituții și proceduri pentru reglementarea sistemului monetar internațional, aceste acorduri au înființat Fondul Monetar Internațional (FMI) și Banca Internațională pentru Reconstrucție și Dezvoltare (BIRD), care astăzi face parte din Grupul Băncii Mondiale⁠(d). Statele Unite, care au controlat două treimi din aurul mondial, au insistat că sistemul Bretton Woods se bazează atât pe aur, cât și pe dolarul american. Reprezentanții sovietici au participat la conferință, dar ulterior au refuzat să ratifice acordurile finale, acuzând că instituțiile pe care le-au creat sunt „filiale ale Wall Street”. Aceste organizații au devenit operaționale în 1945, după ce un număr suficient de țări au ratificat acordul.
La 15 august 1971, Statele Unite au încetat unilateral convertibilitatea dolarului american în aur, punând efectiv stop sistemul Bretton Woods și transformând dolarul într-o monedă fiduciară. În același timp, multe monede fixe (cum ar fi lira sterlină) au devenit de asemenea fluctuante.